# Нёар, Эрнест
Эрне́ст Нёа́р (фр. Ernest Neuhard; 22 ноября 1903, Труа — 10 сентября 1980, Мо) — французский шоссейный велогонщик, выступавший на профессиональном уровне в 1920-х и 1930-х годах. Победитель и призёр многих крупных соревнований своего времени, четырёхкратный участник супервеломногодневки «Тур де Франс». Обладатель награды «Лантерн руж», вручаемой последнему финишировавшему гонщику «Тура».

## Биография
Эрнест Нёар родился 10 ноября 1903 года в коммуне Труа департамента Об, Франция.
Впервые заявил о себе в шоссейном велоспорте в 1926 году, став вторым в гонке «Париж — Руан».
Начиная с 1927 года представлял команду Alcyon-Dunlop, в её составе финишировал третьим на таких гонках как «Париж — Лимож», «Париж — Контр», «Париж — Виши», «Бордо — Париж». В это время впервые принял участие в супервеломногодневке «Тур де Франс», но сошёл с дистанции в ходе девятого этапа.
В 1929 году являлся членом команды De Dion-Bouton-Wolber-Dilecta. Отметился победой на «Париж — Контр», был шестым на «Париж — Рубе», вновь стартовал на «Тур де Франс», где на сей раз закрыл двадцатку сильнейших.
В период 1930—1931 годов выступал как независимый гонщик. Добавил в послужной список победы в гонках Grand Prix de l'Écho d'Alger, Critérium des Aiglons, «Париж — Нанси», «Лион — Бельфор» и др.
В 1932 году в составе Génial Lucifer-Hutchinson финишировал третьим на «Париж — Дюнкерк», занял 28 место в генеральной классификации «Тур де Франс».
В 1933 году, будучи гонщиком команды Dilecta-Wolber, в четвёртый раз принимал участие гранд-туре «Тур де Франс» — завершил гонку на последнем сороковом месте и удостоился за это награды «Лантерн руж».
В 1934 году представлял команду Automoto-Hutchsinson, но каких-то значительных успехов с ней не добился.
Последний раз показал сколько-нибудь значимый результат на профессиональном уровне в сезоне 1935 года, когда стал третьим в гонке «Париж — Камамбер».
Впоследствии время от времени выступал на различных любительских соревнованиях. Так, в 1948 году уже в возрасте 44 лет полностью проехал бревет «Париж — Брест — Париж», показав на финише одиннадцатый результат.
Умер 10 сентября 1980 года в городе Мо департамента Сена и Марна в возрасте 76 лет.